# Paris-Hesdin
Paris-Hesdin est une course cycliste française, d'une distance de 215 kilomètres, organisée en 1907 entre la Capitale et la ville de Hesdin dans le département du Pas-de-Calais.

## Palmarès
| Année | Vainqueur     | Deuxième            | Troisième          |
| ----- | ------------- | ------------------- | ------------------ |
| 1907  | Émile Georget | Lucien Petit-Breton | Christophe Laurent |